# Косач Антон Григорович
Антон Григорович Косач (1814–1910, Мглин, Стародубщина (нині Брянська обл., РФ)) — колезький секретар, землевласник, якому належало кілька хуторів в околицях Мглина. Батько старогромадівця Петра Косача, а також Олени Тесленко-Приходько, Олександри Шимановської та Григорія Косача. Свекор Олени Пчілки, дід Лесі Українки, Михайла Косача, Ольги Косач-Кривинюк, Юрія Тесленка-Приходька, прадід Юрія Косача.

## Життєпис
Походив із гербового заможного українсько-козацького шляхетства, яке після скасування Гетьманщини отримало всі права російського дворянства.
15(27) січня 1841 року Антон Григорович обвінчався з Марією Степанівною Чернявською в Мглині. У подружжя народилося семеро дітей: Петро (1841), Матвій (1842, помер через два місяці 1843 року), Григорій (1843), Олена (1845), Порфирій (1846, помер, не проживши і двох років 1848 року), Олександра (1847), Степан (1848, помер у дитинстві).
Антон Григорович — людина складної долі: овдовівши в молоді роки (дружина померла 3 (15) листопада 1848 року, через три місяці після народження останньої дитини), залишився з п'ятьма малолітніми дітьми, опіку над якими частково взяла сестра дружини Параскевія Чернявська. Усім дітям, відповідно до їхніх здібностей дав освіту. Через непростий характер вів постійні судові справунки за борги. Однак мав авторитет справедливої людини серед місцевого дворянства, про що свідчить інформація на шпальтах «Чернігівських губернських відомостей». Зокрема, 1887 р. А. Г. Косач згадується у списках тих, хто може обиратися в журі Мглинського повіту 1888 рік. 1893 р. мав право обиратися гласним до Мглинської міської думи і був обраний на 1894—1898 рр. 1901 р. Антон Григорович був у списку кандидатів на почесних суддів Мглинського повіту на 3 роки. Судячи з родинного листування ніколи не виїздив за межі Мглина через втрату зору.
Батько Лесі Українки Петро Косач часто навідувався до свого батька Антона Григоровича й залагоджував усі його справи, зокрема й власного наділу-спадщини, яку мав у дачах Мглина, у селі Войтківка і хутір Чорноруччя (188 дес. 81 кв. сажень).
Антон Косач жив на хуторі Пасіка, який після його смерти 1910 року в спадкоємців викупив син Григорій.
Про свого діда Ольга Косач-Кривинюк писала у спогадах:
|  | Дід наш, батьків батько Антон Григорович, був людина мало освічена, але од природи розумна, дуже чесна й добра, однак був він страшенно запальний і міг скипіти до нестями. Помер дід, як йому було 96 років (тобто в 1910 р.), і мало не до самого кінця свого життя був сильний і здоровий, ходив і їздив верхи на полювання, дивувався, коли хто казав, що зуби болять, бо не розумів, як то може «кістка боліти». |

Помер на своєму хуторі 1910 року.